# Johan Hegg
Johan Hans Hegg (Stoccolma, 29 aprile 1973) è un cantante svedese.

## Biografia
È il leader e voce degli Amon Amarth, gruppo melodic death metal svedese caratterizzato da temi quali le leggende e l'epica vichinghe.
Sostituitosi al cantante Paul "Themgoroth" Mäkitalo all'iniziale formazione nota come Scum, il gruppo cambiò nome in Amon Amarth, ovvero "Monte Fato" nel linguaggio Sindarin inventato da J. R. R. Tolkien nel Signore degli Anelli.
Johan Hegg è l'icona di questo gruppo: la sua prima comparsa nella band risale al 1991 ed elementi come la sua statura imponente, il suo stile di canto growl che "sembra la voce di Thor" e la sua passione per l'età vichinga hanno contribuito a dar forma al cuore del sound di questo gruppo.
Nel 2014 ha avuto un piccolo ruolo nel film I vichinghi.

## Discografia

### con gli Amon Amarth
- 1996 - Sorrow Throughout the Nine Worlds (EP)
- 1998 - Once Sent from the Golden Hall
- 1999 - The Avenger
- 2001 - The Crusher
- 2002 - Versus the World
- 2004 - Fate of Norns
- 2006 - With Oden on our Side
- 2008 - Twilight of the Thunder God
- 2011 - Surtur Rising
- 2013 - Deceiver of the Gods
- 2016 - Jomsviking
- 2019 - Berserker
- 2022 - The Great Heathen Army

### Collaborazioni
- 2000 - Purgatory - Blessed With Flames Of Hate (voce)
- 2009 - The Project Hate MCMXCIX - The Lustrate Process (voce nel brano Our Wrath Will Rain Down From The Sky)
- 2012 - Evocation - Illusions Of Grandeur (voce nel brano Into Submission)
- 2017 - The Project Hate MCMXCIX - Of Chaos And Carnal Pleasures (voce nel brano Sulphur)
- 2018 - Doro - Forever Warriors Forever United (voce nei brani All For Metal e If I Can't Have You - No One Will)
- 2018 - Saxon - Thunderbolt (voce nel brano Predator)
- 2018 - Metal Allegiance - Volume II: Power Drunk Majesty (voce nel brano King With A Paper Crown)
- 2019 - The Project Hate MCMXCIX - Death Ritual Covenant (voce nei brani The Eating of the Impure Young, Through Fire There Is Cleansing e Inferno)